# Romano Scarpa
Romano Scarpa (Venecia, Italia, 27 de septiembre de 1927 - Málaga, España, 23 de abril de 2005) fue uno de los autores de Disney más famosos de Italia.

## Biografía
Durante su niñez desarrolló una gran admiración por las animaciones e historietas norteamericanas que eran publicadas en el "Topolino Giornale". En la década de 1940 abrió un estudio de animación en Venecia, en donde hizo sus primeros trabajos: algunos comerciales, los cortos titulados "E poi venne il diluvio" y "La piccola fiammiferaia" (basado en "The Little Match Girl" de Hans Christian Andersen).
En el año 1956 dejó de trabajar en animación para dedicarse completamente a la creación de las historietas de Disney. Cuando los editores italianos se encontraron que no tenían más historias de Floyd Gottfredson para reimprimir, Scarpa fue designado como responsable para continuar las historias de Mickey Mouse creadas hasta ese momento por Gottfredson. También influenciado por Carl Barks en la década de 1950 y hasta el año 1963 escribió y dibujó algunas de las historietas más reconocidas de todos los tiempos: historias como "Topolino e la collana Chirikawa" (1960) o "Paperino e la leggenda dello 'Scozzese Volante'" (1957) fueron más tarde traducidos a varios idiomas alrededor del mundo. Muchas de estas historias tienen inspiraciones en películas. Por ejemplo, "Topolino nel favoloso regno di Shan Grillà" (1961) está basada en "Lost Horizon" de Frank Capra, por no mencionar a Blancanieves, obviamente basados en la película del año 1937 "Blancanieves y los siete enanitos". 
Aproximadamente en 1963 Scarpa prácticamente dejó de escribir historias durante seis o siete años, mientras dibujaba para otros lugares. En la década de 1970 retomó la actividad. Entre los últimos trabajos realizados cuando aún vivía en Italia se encuentran los denominados "Paperolimpiadi" (una historia larga sobre los Juegos Olímpicos de Seúl 1988) y algunas tiras de diarios muy buenas, el mismo tipo de historia que a él le gustaban cuando era niño. También hizo algunas animaciones más, como "Aihnoo degli Icebergs" (1972), "The Fourth King" (1977) y una serie televisiva en el año 2001.
Aunque su trabajo ha sido principalmente en las historietas de Disney, muchos años atrás también hizo cosas que no eran para esta empresa, haciendo historias de Lupo (de Rolf Kauka), o del Oso Yogui (para Hanna Barbera). En la década de 1950 también dibujó algunas historias de Angelino, un personaje de ficción italiano.
Durante su carrera, Scarpa creó muchos personajes de Disney que son reconocidos como parte del universo de Mickey Mouse y el Pato Donald.
Desde el año 1988 algunas de sus historias han sido publicadas en los Estados Unidos por Gladstone Publishing, esto fue la primera vez que sucedía con un autor italiano de Disney. Más tarde, cuando "Disney Comics" tomó el lugar de Gladstone, publicaron algunas historias más de él. En el año 2003 sucedió lo mismo con Gemstone Comics, que publicó sus historias en 
Estados Unidos. 
Romano ha influenciado a muchos artistas jóvenes (por ejemplo, Giorgio Cavazzano fue su colorista durante la década de 1960) y muchos han intentado imitar su estilo. Murió en 2005.
Muchas de sus historietas han sido traducidas en Español. En España han sido publicadas en la revista Don Miki.